# Julia Donaldson
Julia Donaldson MBE (Hampstead, Londres, 16 de setembre de 1948) és una autora anglesa de llibre infantil coneguda sobretot pel personatge del Grúfal. Ha estat reconeguda amb el premi Children's Laureate 2011–2013 i l'Orde de l'Imperi Britànic.

## Vida i obra
Julia Donaldson va estudiar literatura i francès a la Universitat de Bristol (1967–1970) i va treballar com a professora, periodista i altres oficis, abans de viure professionalment de l'escriptura.
Donaldson va començar a crear cançons per a programes infantils de televisó, i en aquest context va conèixer l'il·lustrador Axel Scheffler que va voler il·lustrar la cançó "A Squash and a Squeeze": el 1993 el van publicar com a primer llibre conjunt. Des d'aleshores n'han escrit molts, The Gruffalo (1999) es va convertir en un best-seller i va ser traduït a molts idiomes (més de 30), entre ells el català: El Grúfal. El llibre rebé nombrosos premis (entre ells el Smarties Prize, el Blue Peter Award o el Experian Big Three Award). També ha estat convertit en una pel·lícula d'animació, de producció anglo-alemanya, el 2009.
A The Gruffalo van seguir molts llibres, alguns derivats d'aquesta obra, com The Gruffalo's child (també convertit en pel·lícula el 2011). Molts dels llibres de Donaldson estan escrits en vers.
L'autora ha fet diverses accions per encoratjar la lectura entre els nens, particularment animant-los a representar teatralment els llibres i a cantar. I ha creat també obres de teatre per a nens; també ha recollit un llibre de poemes per a ser representats (Poems to perform 978-1447243397).
Alguns dels seus llibres han estat adaptats en versió cinematogràfica: El Grúfal, curtmetratge de 2009 sobre el llibre homònim de 1999, El cargol i la balena, curtmetratge de 2019 a partir del llibre The Snail and the Whale de 2003.
Julia Donaldson ha rebut dos doctorats honoris causa: per la Universitat de Bristol (2011) i la de Glasgow (2012).

## Publicacions

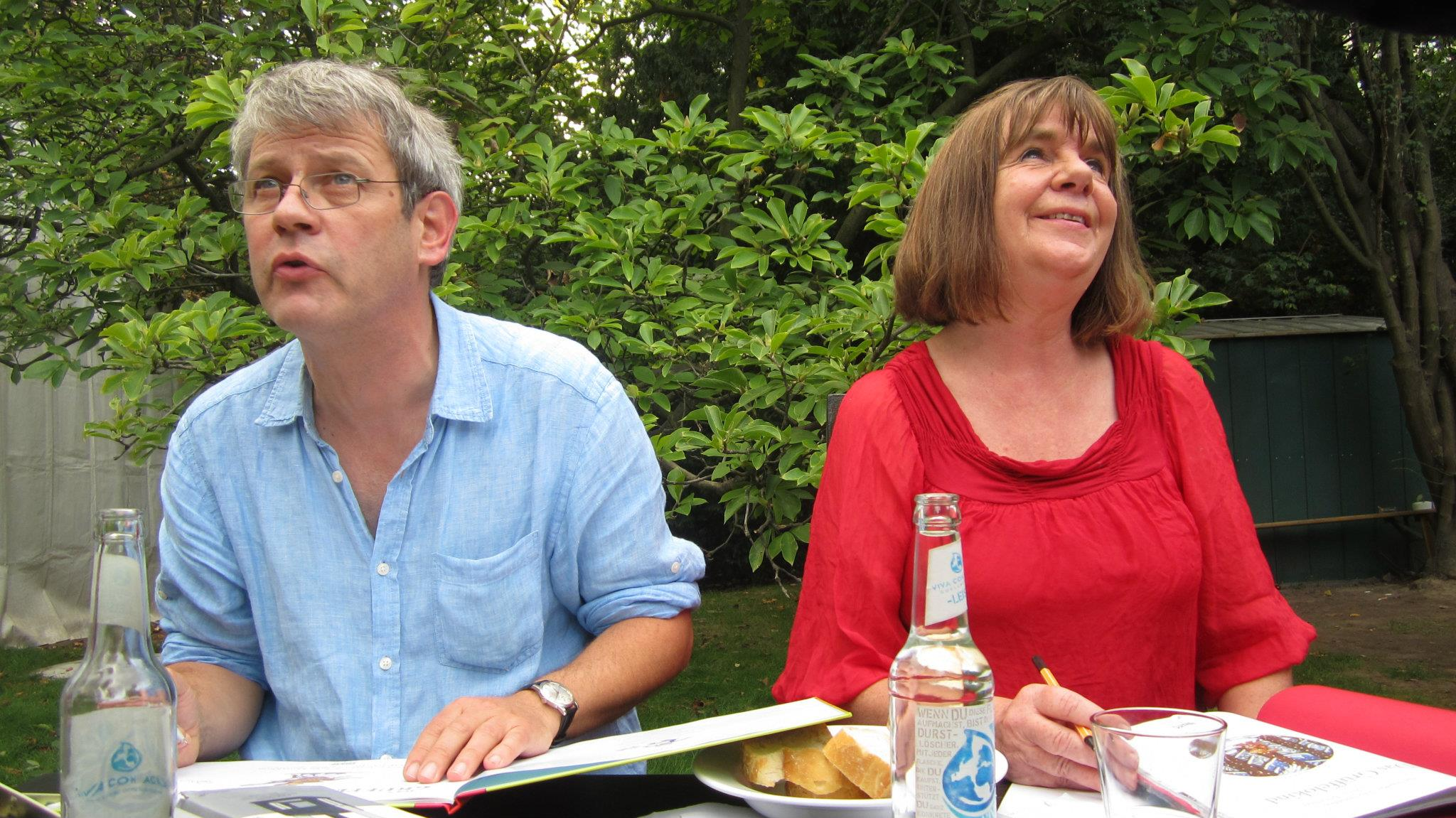
Julia Donalson amb Axel Scheffler a Berlin el 2011

Entre els llibres més coneguts de Donaldson hi ha:
- A Squash and a Squeeze amb Axel Scheffler (1993, ISBN 1-4050-0477-0)
- The Gruffalo amb Axel Scheffler (1999, ISBN 0-333-71093-2) (cat. El Grúfal)
- Room on the Broom amb Axel Scheffler (2002, ISBN 0-333-90338-2)
- The Smartest Giant in Town amb Axel Scheffler (2002, ISBN 0-333-96396-2)
- The Gruffalo's Child amb Axel Scheffler (2004, ISBN 1-4050-2045-8) (cat. La filla del Grúfal)
- One Ted Falls Out of Bed amb Anna Currey (2004, ISBN 0-333-94782-7) (cat. Un osset ha caigut del llit)
- Cave Baby amb Emily Gravett (2010, 978-0-3305-2276-2)
- Zog (2010, ISBN 978-1-4071-1556-6) (cat. El drac Zog)